# (1932) Jansky
(1932) Jansky es un asteroide perteneciente al cinturón de asteroides descubierto el 26 de octubre de 1971 por Luboš Kohoutek desde el observatorio de Hamburgo-Bergedorf, Alemania.

## Designación y nombre
Jansky recibió inicialmente la designación de 1971 UB1.
Más adelante se nombró en honor del ingeniero de radio estadounidense Karl Guthe Jansky (1905-1950).

## Características orbitales
Jansky orbita a una distancia media del Sol de 2,372 ua, pudiendo acercarse hasta 1,996 ua. Su inclinación orbital es 1,89° y la excentricidad 0,1586. Emplea 1334 días en completar una órbita alrededor del Sol.